# Evelyn Waugh
Arthur Evelyn St. John Waugh (Londres, 28 de outubro de 1903 – Taunton, 10 de abril de 1966) foi um escritor britânico de romances, biografias e livros de viagem. Também foi um prolífico jornalista e revisor de livros. Seus trabalhos mais famosos incluem as primeiras sátiras Decline and Fall (1928) e A Handful of Dust (1934), o romance Brideshead Revisited (1945) e a trilogia da Segunda Guerra Mundial Sword of Honor (1952–1961). É reconhecido como um dos grandes estilistas de prosa da língua inglesa no século XX.

## Família

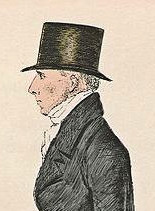
Lord Cockburn, o juiz escocês, foi um dos tataravôs de Waugh.

Arthur Evelyn St. John Waugh nasceu em 28 de outubro de 1903, sendo filho de Arthur Waugh (1866–1943) e Catherine Charlotte Raban (1870–1954). Pertencia a uma família de origem inglesa, escocesa, galesa, irlandesa e huguenote. Parentes ilustres incluíam Lord Cockburn (1779–1854), um importante advogado e juiz escocês; William Morgan (1750–1833), um pioneiro da ciência atuarial que serviu à Equitable Life Assurance Society por 56 anos; e Philip Henry Gosse (1810–1888), um cientista natural que se tornou notório através de sua descrição como um fanático religioso nas memórias de seu filho Edmund, Father and Son. Entre os ancestrais com o nome Waugh, o Rev. Alexander Waugh (1754–1827) foi um ministro da Igreja da Secessão da Escócia que ajudou a fundar a Sociedade Missionária de Londres e foi um dos principais pregadores não-conformistas de sua época. Seu neto Alexander Waugh (1840-1906) era um médico do país, que intimidou sua esposa e filhos e ficou conhecido na família Waugh como "o Bruto". O mais velho dos dois filhos de Alexander, nascido em 1866, era o pai de Evelyn, Arthur Waugh.
Depois de frequentar a Sherborne School e o New College, em Oxford, Arthur Waugh começou uma carreira no mercado editorial e como crítico literário. Em 1902 tornou-se diretor administrativo da Chapman and Hall, editora das obras de Charles Dickens. Ele havia se casado com Catherine Raban (1870–1954) em 1893. Seu primeiro filho, Alexander Raban Waugh (sempre conhecido como Alec), nasceu em 8 de julho de 1898. Alec Waugh mais tarde se tornou um romancista notável. Na época de seu nascimento, a família morava no norte de Londres, em Hillfield Road, West Hampstead, onde, em 28 de outubro de 1903, nasceu o segundo filho do casal, "com muita pressa antes que o Dr. Andrews pudesse chegar", registrou Catherine em seu diário. Em 7 de janeiro de 1904, o menino foi batizado com o nome de Arthur Evelyn St John Waugh, mas era conhecido na família e no mundo como Evelyn.

## Obra
- Brasil:  Memórias de Brideshead / Portugal: Reviver o Passado em Brideshead - no original Brideshead Revisited. Esta obra teve outra tradução para o português: A volta à velha mansão, tradução de Maria Alice Azevedo, Rio de Janeiro: Livraria Agir Editora, 1965;
- Declínio e Queda;
- A Espada e a Honra;
- Rendição Incondicional;
- Homens em Armas;
- O Ente Querido;
- Scoop;
- Malícia Negra;
- Oficiais e Gentlemen;
- Brasil: A Provação de Gilbert Pinfold / Portugal: As Desventuras do Senhor Pinfold;
- Helena;
- Um Punhado de Pó.